# MIDAS 11
MIDAS 11 (ang. Missile Defense Alarm System) – amerykański satelita obrony przeciwrakietowej zbudowany w ramach programu MIDAS. Zadaniem należącego do US Air Force satelity było wykrywanie startujących wrogich rakiet balistycznych. Wraz z nim wyniesiono także satelity SECOR 7 i ERS 15. Satelita znany był także jako RTS-1 2 (Research Test Series 1). Misja satelity zakończyła się sukcesem i przyczyniła się do powstania nowej generacji satelitów wczesnego ostrzegania typu DSP (Defense Support Program).

## Budowa i działanie

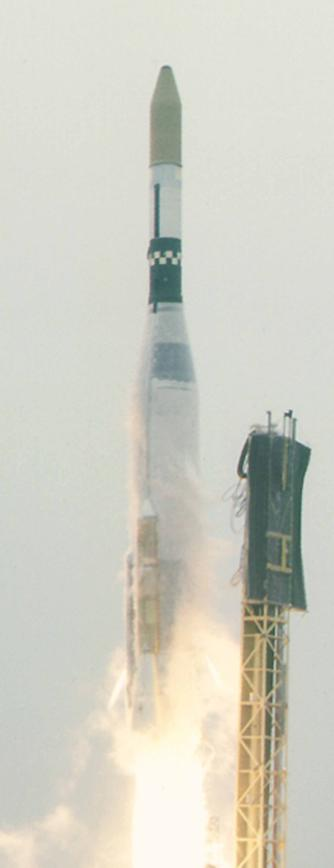
Start rakiety Atlas Agena D z satelitą MIDAS 11 na pokładzie.

Bazując na doświadczeniach zdobytych przy budowie wcześniejszych satelitów z serii MIDAS, firma Aerojet opracowała zmodernizowaną serię satelitów tego typu. Nowe satelity zostały opracowane z myślą o wykrywaniu wrogich pocisków wystrzeliwanych z okrętów podwodnych i pocisków balistycznych średniego zasięgu. Cele te w porównaniu do pocisków dalekiego zasięgu emitowały mniej ciepła, przez co były trudniejsze do wykrycia. W celu polepszenia właściwości detekcyjnych, MIDAS 10 otrzymał nowy teleskop wykrywający emisję podczerwieni pracujących silników rakietowych, w skład którego wchodziły m.in. nowe filtry optyczne i 442 detektory podczerwieni z siarczku ołowiu. Nowy teleskop dzięki zmianom, miał w porównaniu do starszych satelitów MIDAS, lepszą rozdzielczość, wynoszącą 30 sekund kątowych .

## Misja
Misja rozpoczęła się 19 sierpnia 1966 roku, kiedy rakieta Atlas Agena D wyniosła z kosmodromu Vandenberg na niską orbitę okołoziemską 11. satelitę z serii MIDAS. Po znalezieniu się na orbicie MIDAS 11 otrzymał oznaczenie COSPAR 1966-077A . Po znalezieniu się na planowanej orbicie, wszystkie systemy satelity działały poprawnie i przystąpił on do testów swoich urządzeń do wykrywania startów pocisków balistycznych. Satelita przekroczył planowany sześciomiesięczny czas działania na orbicie, funkcjonując przez 11 miesięcy. Wraz z bliźniaczym satelitą MIDAS 12, wykrywał wszystkie starty pocisków balistycznych mające miejsce w polu widzenia swojego teleskopu. Łącznie oba satelity wykryły 139 startów rakiet balistycznych i 4 radzieckie stanowiska startowe.
Satelita pozostaje na relatywnie stabilnej orbicie o parametrach 3672 km w perygeum i 3713 km w apogeum .